# Les Olympiades
Les Olympiades è un complesso di torri residenziali situato nel XIII arrondissement di Parigi, in Francia.
Costruito tra il 1969 e il 1974, il distretto è costituito da una dozzina di torri costruite lungo un'enorme spianata. Un centro commerciale, noto come il Pagode, si trova al centro del complesso. Gli ingressi principali alle torri residenziali si trovano sul piazzale.
Sebbene le proporzioni siano più modeste, Les Olympiades sono progettate in modo simile al complesso di La Défense.

## Caratteristiche
Le otto torri più alte sono ciascuna 104 metri e prendono il nome da città che hanno ospitato i giochi olimpici: Anvers (Anversa), Athènes (Atene), Cortina, Helsinki, Londra, Città del Messico, Sapporo e Tokyo. Altri edifici residenziali, che sono più larghi di quanto siano alti, completano il distretto. L'apertura, nel giugno 2007, della nuova stazione della metropolitana di Les Olympiades, nell'ambito della linea 14 della metropolitana ad alta velocità senza conducente che parte ogni 4 minuti, ha portato i residenti e i visitatori di Les Olympiades al complesso Olympiades e al suo piazzale (negozi, ristoranti, appartamenti e strutture ricreative) in 11-14 minuti.
Le Olimpiadi furono costruite con l'aspirazione che una popolazione di giovani professionisti sarebbe stata attratta da questo modernissimo complesso che offre molteplici servizi (istruzione, sport, ecc.). Dal 1975 la sua estremità meridionale iniziò ad attirare residenti vietnamiti e poi cinesi, che popolarono anche Chinatown di Parigi.